# Grand Prix Velké Británie 1954
Grand Prix Velké Británie 1954 (oficiálně 7th RAC British Grand Prix) se jela na okruhu Silverstone v Silverstonu ve Velké Británii dne 17. července 1954. Závod byl pátým v pořadí v sezóně 1954 šampionátu Formule 1.

## Kvalifikace
| Poř.   | No. | Jezdec                | Konstruktér           | Čas      | Ztráta |
| ------ | --- | --------------------- | --------------------- | -------- | ------ |
| 1      | 1   | Juan Manuel Fangio    | Mercedes              | 1:45.0   | —      |
| 2      | 9   | José Froilán González | Ferrari               | 1:46.0   | + 1.0  |
| 3      | 11  | Mike Hawthorn         | Ferrari               | 1:46.5   | + 1.5  |
| 4      | 7   | Stirling Moss         | Maserati              | 1:47.0   | + 2.0  |
| 5      | 17  | Jean Behra            | Gordini               | 1:48.0   | + 3.0  |
| 6      | 2   | Karl Kling            | Mercedes              | 1:48.1   | + 3.1  |
| 7      | 5   | Roy Salvadori         | Maserati              | 1:48.4   | + 3.4  |
| 8      | 10  | Maurice Trintignant   | Ferrari               | 1:48.6   | + 3.6  |
| 9      | 8   | Ken Wharton           | Maserati              | 1:49.5   | + 4.5  |
| 10     | 6   | Prince Bira           | Maserati              | 1:49.6   | + 4.6  |
| 11     | 20  | Peter Collins         | Vanwall               | 1:50.0   | + 5.0  |
| 12     | 19  | André Pilette         | Gordini               | 1:51.0   | + 6.0  |
| 13     | 18  | Clemar Bucci          | Gordini               | 1:52.0   | + 7.0  |
| 14     | 12  | Reg Parnell           | Ferrari               | 1:52.1   | + 7.1  |
| 15     | 14  | Robert Manzon         | Ferrari               | 1:52.5   | + 7.5  |
| 16     | 3   | Harry Schell          | Maserati              | 1:53.0   | + 8.0  |
| 17     | 25  | Don Beauman           | Connaught-Lea-Francis | 1:55.0   | + 10.0 |
| 18     | 29  | Bob Gerard            | Cooper-Bristol        | 1:55.3   | + 10.3 |
| 19     | 22  | Bill Whitehouse       | Connaught-Lea-Francis | 1:56.0   | + 11.0 |
| 20     | 28  | Horace Gould          | Cooper-Bristol        | 1:56.7   | + 11.7 |
| 21     | 24  | John Riseley-Prichard | Connaught-Lea-Francis | 1:57.0   | + 12.0 |
| 22     | 23  | Leslie Marr           | Connaught-Lea-Francis | 1:57.3   | + 12.3 |
| 23     | 26  | Leslie Thorne         | Connaught-Lea-Francis | 1:57.8   | + 12.8 |
| 24     | 21  | Peter Whitehead       | Cooper-Alta           | 1:59.0   | + 14.0 |
| 25     | 30  | Eric Brandon          | Cooper-Bristol        | 1:59.7   | + 14.7 |
| 26     | 27  | Alan Brown            | Cooper-Bristol        | 2:00.0   | + 15.0 |
| 27     | 32  | Luigi Villoresi       | Maserati              | 2:02.0   | + 17.0 |
| 28     | 33  | Onofre Marimón        | Maserati              | 2:02.6   | + 17.6 |
| 29     | 30  | Rodney Nuckey         | Cooper-Bristol        | Bez času | —      |
| 30     | 31  | Alberto Ascari        | Maserati              | Bez času | —      |
| 31     | 15  | Louis Rosier          | Ferrari               | Bez času | —      |
| 32     | 4   | Roberto Mieres        | Maserati              | Bez času | —      |
| DNA    | 16  | Jacques Swaters       | Ferrari               | Bez času | —      |
| Zdroj: |     |                       |                       |          |        |

## Závod
| Poř.   | No. | Jezdec                         | Konstruktér           | Počet kol | Čas/Odstoupení  | Pořadí na startu | Body |
| ------ | --- | ------------------------------ | --------------------- | --------- | --------------- | ---------------- | ---- |
| 1      | 9   | José Froilán González          | Ferrari               | 90        | 2:56:14         | 2                | 81⁄7 |
| 2      | 11  | Mike Hawthorn                  | Ferrari               | 90        | + 1:10          | 3                | 61⁄7 |
| 3      | 33  | Onofre Marimón                 | Maserati              | 89        | + 1 kolo        | 28               | 41⁄7 |
| 4      | 1   | Juan Manuel Fangio             | Mercedes              | 89        | + 1 kolo        | 1                | 31⁄7 |
| 5      | 10  | Maurice Trintignant            | Ferrari               | 87        | + 3 kola        | 8                | 2    |
| 6      | 4   | Roberto Mieres                 | Maserati              | 87        | + 3 kola        | 32               |      |
| 7      | 2   | Karl Kling                     | Mercedes              | 87        | + 3 kola        | 6                |      |
| 8      | 8   | Ken Wharton                    | Maserati              | 86        | + 4 kola        | 9                |      |
| 9      | 19  | André Pilette                  | Gordini               | 86        | + 4 kola        | 12               |      |
| 10     | 29  | Bob Gerard                     | Cooper-Bristol        | 85        | + 5 kol         | 18               |      |
| 11     | 25  | Don Beauman                    | Connaught-Lea-Francis | 84        | + 6 kol         | 17               |      |
| 12     | 3   | Harry Schell                   | Maserati              | 83        | + 7 kol         | 16               |      |
| 13     | 23  | Leslie Marr                    | Connaught-Lea-Francis | 82        | + 8 kol         | 22               |      |
| 14     | 26  | Leslie Thorne                  | Connaught-Lea-Francis | 78        | + 12 kol        | 23               |      |
| 15     | 28  | Horace Gould                   | Cooper-Bristol        | 44        | + 46 kol        | 20               |      |
| Ret    | 7   | Stirling Moss                  | Maserati              | 80        | Náprava         | 4                | 1⁄7  |
| Ret    | 22  | Bill Whitehouse                | Connaught-Lea-Francis | 63        | Palivový systém | 19               |      |
| Ret    | 17  | Jean Behra                     | Gordini               | 54        | Zavěšení        | 5                | 1⁄7  |
| Ret    | 5   | Roy Salvadori                  | Maserati              | 53        | Řazení          | 7                |      |
| Ret    | 6   | Prince Bira Ron Flockhart      | Maserati              | 44        | Nehoda          | 10               |      |
| Ret    | 32  | Luigi Villoresi Alberto Ascari | Maserati              | 40        | Motor           | 27               |      |
| Ret    | 24  | John Riseley-Prichard          | Connaught-Lea-Francis | 40        | Nehoda          | 21               |      |
| Ret    | 12  | Reg Parnell                    | Ferrari               | 25        | Motor           | 14               |      |
| Ret    | 31  | Alberto Ascari                 | Maserati              | 21        | Motor           | 30               | 1⁄7  |
| Ret    | 18  | Clemar Bucci                   | Gordini               | 18        | Nehoda          | 13               |      |
| Ret    | 20  | Peter Collins                  | Vanwall               | 16        | Motor           | 11               |      |
| Ret    | 14  | Robert Manzon                  | Ferrari               | 16        | Motor           | 15               |      |
| Ret    | 21  | Peter Whitehead                | Cooper-Alta           | 4         | Únik oleje      | 24               |      |
| Ret    | 30  | Eric Brandon                   | Cooper-Bristol        | 2         | Motor           | 25               |      |
| Ret    | 15  | Louis Rosier                   | Ferrari               | 2         | Motor           | 31               |      |
| DNS    | 27  | Alan Brown                     | Cooper-Bristol        |           | Nestartoval     | 26               |      |
| DNS    | 30  | Rodney Nuckey                  | Cooper-Bristol        |           | Nestartoval     | 29               |      |
| Zdroj: |     |                                |                       |           |                 |                  |      |

Poznámky
1. 1 2 3 4 5 6 7  José Froilán González, Mike Hawthorn, Onofre Marimón, Juan Manuel Fangio, Stirling Moss, Jean Behra a Alberto Ascari získali jednu sedminu bodu za zajetí nejrychlejšího kola.

## Průběžné pořadí po závodě
Pohár jezdců
|        | Pořadí | Jezdec                | Body   |
| ------ | ------ | --------------------- | ------ |
|        | 1      | Juan Manuel Fangio    | 281⁄7  |
| 2      | 2      | José Froilán González | 149⁄14 |
| 1      | 3      | Maurice Trintignant   | 11     |
| 1      | 4      | Bill Vukovich         | 8      |
| 11     | 5      | Mike Hawthorn         | 79⁄14  |
| Zdroj: |        |                       |        |